# Lasiocercis perroti
Lasiocercis perroti är en skalbaggsart som beskrevs av Stefan von Breuning 1957. Lasiocercis perroti ingår i släktet Lasiocercis och familjen långhorningar.
Artens utbredningsområde är Madagaskar. Inga underarter finns listade i Catalogue of Life.